# Route nationale 68
Die Route nationale 68, kurz N 68 oder RN 68, war eine französische Nationalstraße.
Die Straßennummer wurde erstmals 1824 im Nationalstraßennetz eingerichtet. Sie geht auf die Route impériale 86 zurück.
Der Streckenverlauf führte von einer Kreuzung mit der Nationalstraße N66 in Bartenheim-la-Chaussée bis zur Grenze mit Deutschland bei Lauterbourg. Die Straße verlief auf ihrem Laufweg wenige Kilometer westlich des Rheins. An der Grenze ging sie in die zur niederländischen Grenze führenden Bundesstraße 9 über.
1973 wurde die Nationalstraße auf ihrer gesamten Strecke zur Département-Straße D468 herabgestuft.
Bei Seltz ist die Trasse durch die A35 unterbrochen. In Illkirch-Graffenstaden verläuft die historische Trasse nummernlos über die Avenue de Strasbourg und Route de Rhin; letztere ist teilweise Einbahnstraße und für PKW auch Sackgasse.
Sie lag komplett in der französischen Region Elsass. Während der Besetzung des Elsass durch deutsche Truppen des Dritten Reiches während des Zweiten Weltkrieges war die Straße ein Teil der Reichsstraße 9.